# Християнски хуманизъм
Християнският хуманизъм е форма на хуманизма, която разглежда като съществени и главни компоненти на християнството хуманитарни принципи: универсалното човешко достойнство, индивидуалната свобода и върховенството на човешкото щастие. Възниква по време на Ренесанса, но има силни корени в патристичния период. Основната движеща сила в развитието на християнския хуманизъм са християнската доктрина, че Исус Христос е станал човек, за да изкупи греховете на човечеството, и свързаната с това повеля човешкият колектив (църквата) да следва неговите стъпки. Много от тези идеи възникват сред патристите и се превръщат в християнски хуманизъм към края на XV век, когато идеалите за "единно човечество, универсален разум, свобода, личност, човешки права, човешка еманципация и напредък, както и самото понятие за секуларност (описващо настоящия секулум, съхранен от Бог до завръщането на Христос) са буквално немислими без техните християнски хуманистични корени. Макар в популярната култура хуманизмът да се асоциира най-общо с агностицизъм и атеизъм, тази асоциация търпи по-нататъшно развитие през XX век, а нехуманистични форми на агностицизъм и атеизъм съществуват отдавна.

## Дефиниции
Първоначално християнският хуманизъм се отличава от други разновидности на хуманизма по това, че християнските хуманисти не само разглеждат религиозни или богословски въпроси в някои или всичките си произведения (както и всички ренесансови хуманисти), а според Чарлз Науер; 
 правят връзка между хуманистичен подход в изучаването на класически езици и литература, от една страна, и от друга страна, изучават древното християнство, включително Библията и църковните отци. Още по-важно е, че те свързват научната си работа (както класическа, така и библейска и патристична) с решимост да постигнат духовно обновление и институционална реформа на християнското общество. Тази връзка между научните им усилия и желанието за духовно и институционално обновяване е специфичната характеристика, отличаваща „християнските хуманисти“ от други хуманисти, които са просто религиозни.“ 

## Критика
Някои видни хуманисти отхвърлят валидността на термина „християнски хуманизъм“. Андрю Копсън го посочва като „хибриден термин, който някои християни се опитват да превърнат в разменна монета“. Копсън твърди, че опитите да се прикачи религиозно прилагателно като „християнски“ към ценностната система на хуманизма са непоследователни и твърди, че те са „довели до множество претенции от страна на хора, идентифициращи се с други религиозни традиции, че те също могат да претендират за „свой“ хуманизъм. Подразбира се, че хуманизмът е два вида – „религиозен“ и „светски“, а това започва сериозно да размътва концепциите, тъй като понятието не е твърдо установено.

## История

### Ренесанс

#### Произход
Християнският хуманизъм възниква към края на XV век с ранните трудове на учени като Якоб Вимпфелинг, Джон Колет и Томас Мор и продължава да доминира религиозната мисъл през първата половина на XVI век с появата на влиятелни ренесансови и хуманистични интелектуалци като Еразъм Ротердамски, който ще стане най-великият представител на Северния Ренесанс. Тези учени използват голяма част от интелектуалните си усилия за реформиране на църквата и за възраждане на духовния живот чрез хуманистично образование и силно критикуват корупцията, която виждат в Църквата и църковния живот. Те съчетават най-големите поуки на предхристиянските морални философи като Цицерон и Сенека с християнски тълкувания, произтичащи от изучаването на Библията и църковните отци.

#### Якоб Вимпфелинг
Първите пионерски знаци и практики на християнския хуманизъм се появяват с Якоб Вимпфелинг (1450 – 1528), ренесансов хуманист и теолог. Вимпфелинг е силно критичен към църковния патронаж и критикува моралната корупция на много свещеници, но неговата боязливост не му позволява да превърне думите си в действие. Макар да обича много да чете от трудовете от класическата античност, той се страхува да ги въведе в християнското учение и вместо това използва творби на латинските църковни отци и няколко християнски поети от късната Римска империя, за да създаде нова форма на образование за църковните лидери, която включва познаването на изтъкнати автори на Църквата и няколко важни класически писания и по този начин би подобрила състоянието на християнството.

#### Джон Колет
Джон Колет (1467 – 1519) е друга основна фигура в ранния християнски хуманизъм, упражнил много по-голямо културно влияние от Якоб Вимпфелинг. Привлечен от неоплатоничните философи като Марсилио Фичино и Пико дела Мирандола и получил признание за хуманистичните си методи за анализ на текстове и разработването на подробни идеи и принципи по отношение на тях, той прилага този метод към библейски текстове – посланията на апостол Павел. През 1505 г. получава докторска степен по теология, а след това става декан в старата катедрала „Св. Павел“ в Лондон. Със собствени средства основава училище за момчета в близост до катедралата. Училището има хуманистичен характер, както в преподаването на латински, така и в моралната подготовка на учениците. Привлечени са видни хуманисти, за да препоръчат и съставят нови учебници за него. Преподават се най-добрите християнски автори, както и шепа светски текстове (предимно Цицерон и Вергилий), но наложените ограничения върху преподаването на други класически текстове се възприемат като антихуманистични и бързо са отхвърлени. След смъртта му училището му в Св. Павел остава влиятелно хуманистично училище. Той отправя критики към много църковни лидери. Колет обаче не успява да види значението на усвояването на гръцки език, когато става въпрос за прилагане на хуманистични методи към библейските текстове, което е най-голямото достойнство на работата на Еразъм.

#### Еразъм
Еразъм (1466 – 1536) е най-великият учен от северния Ренесанс и най-влиятелният християнски хуманистичен учен в историята, станал най-известният учен в Европа по негово време. Една от определящите предпоставки на неговия интелектуален успех е неговото владеене на гръцки език. Още през декември 1500 г., докато е в Англия, той пише в писмо, че неговата основна мотивация да се завърне на континента е да започне изучаването на гръцки език. Той бързо го овладява без преподавател и с достъп само до малък брой гръцки текстове. През 1505 г. той превежда Хекуба, а през 1506 г. Ифигения в Авлида на Еврипид, като и двете са публикувани през 1506 г. Еразъм пише, че неговата мотивация при създаването на тези преводи е да възстанови „науката за теологията“, загубила своя престиж поради средновековната схоластика. Две години по-рано той пише, че ще посвети целия си живот за изучаване на Писанията на гръцки; 
 Оттук нататък възнамерявам да се обърна към Писанията и да прекарам целия си живот върху тях. Преди три години наистина се осмелих да направя нещо по посланието на Павел към римляните ... и щях да продължа, но се появиха някои пречки, от които най-важната беше, че постоянно ми трябваше гръцки език. Затова през последните три години бях напълно погълнат от гръцкия; и не мисля, че усилията ми са били напълно пропилени. 
 През 1503 г. той публикува своя Наръчник на християнския рицар (Enchiridion militis christiani), в който се ориентира интелектуално към философията на Христос, но текстът отначало не придобива голяма популярност. Въпреки това, когато е публикуван самостоятелно през 1515 г., той става изключително популярен и претърпява 29 латински издания между 1519 – 1523 г., както и преводи на английски, холандски, немски, френски и испански език. „Тайната на този зрелищен успех е комбинацията от три елемента: акцент върху личното духовно изживяване, а не външните церемонии, откровена критика на много свещеници за моралната им корупция, и подчертаване, че истинската религия се изразява в морално праведен живот, а не толкова в пунктуално спазване на външните религиозни атрибути." Заглавието, Енчиридион, би могло да означава и „кинжал“ и „наръчник“, следователно, има двоен смисъл, предполагащ използването му като оръжие в духовната война. Популярността на Еразъм и неговата творба са допълнително засилени от успеха на неговите литературни творби като „Възхвала на глупостта“, публикувана през 1511 г., и „Прости разговори“ (Colloquia familiaria), публикувани през 1518 г. Невероятни успехи той жъне и като текстовед, тълкуващ, превеждащ и редактиращ множество текстове от гръцката и римската класика, църковните отци и Библията. Началото на този успех е, когато той открива и публикува Анотациите на Лоренцо Вала относно Новия Завет през 1504 – 1505, и за една година, през 1516, Еразъм публикува първото гръцко издание на Новия Завет, издание на произведенията на римския философ Сенека и четиритомно издание на писмата на Йероним Блажени. Неговите критики към много духовници и несправедливости се разпространяват широко и стават широко известни за десетилетия напред и са в основата на истински и обоснован християнски хуманизъм.